# Mauloff
Mauloff is een plaats in de Duitse gemeente Weilrod, deelstaat Hessen, en telt 303 inwoners (2005).